# Veldhoven en Meerveldhoven

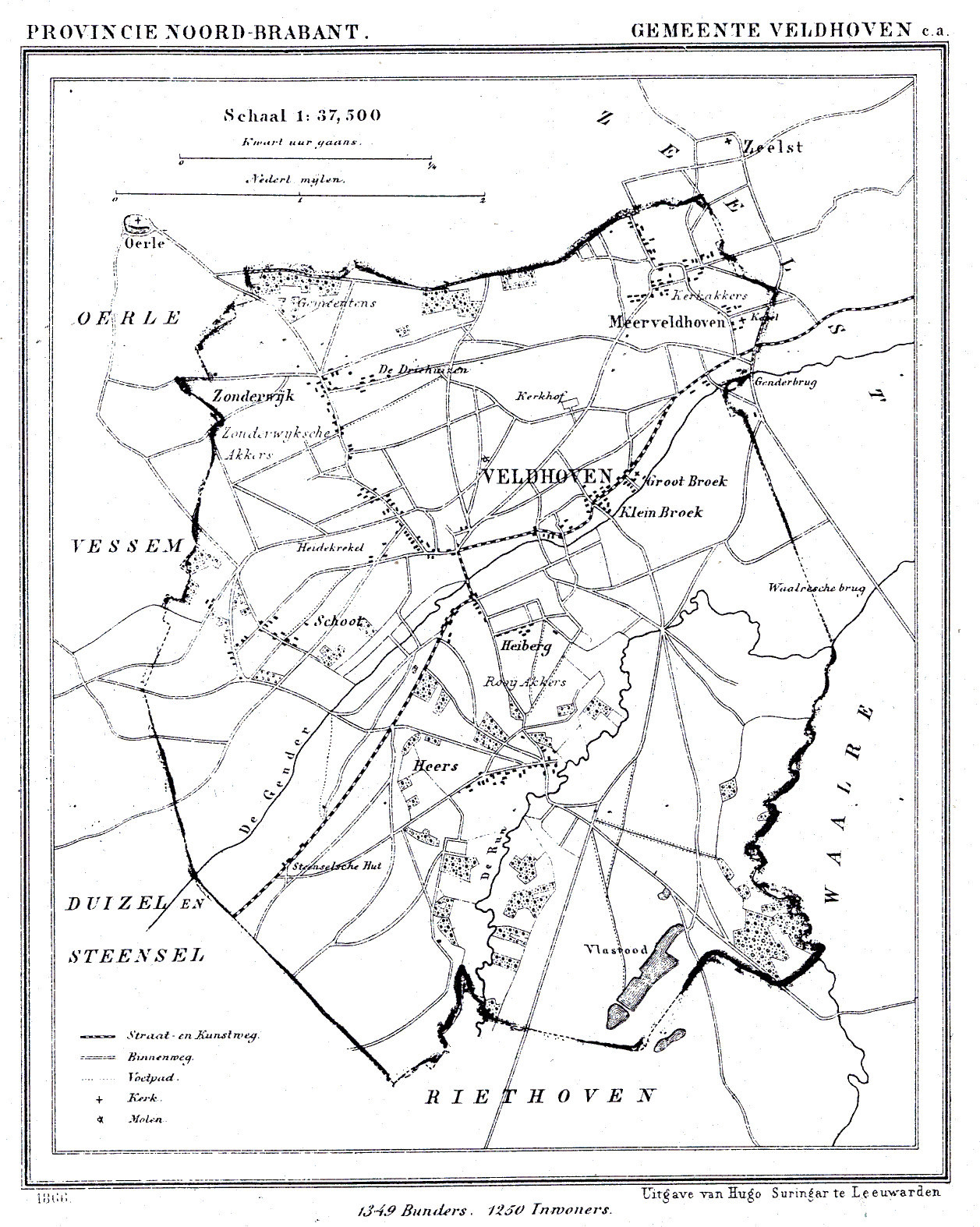
Carte de Veldhoven en Meerveldhoven en 1866

Veldhoven en Meerveldhoven est une ancienne commune néerlandaise de la province du Brabant-Septentrional.
La commune était composée des villages de Veldhoven et de Meerveldhoven et plusieurs hameaux, dont Zonderwijk était le plus grand. Anciennement, la commune est parfois indiquée sous le nom de Zonderwijk ou de Zonderwijk-Veldhoven.
En 1840, la commune comptait 192 maisons et 1 148 habitants, dont 130 à Veldhoven, 203 à Meerveldhoven, 254 à Zonderwijk, 111 à Kromstraat, 77 à Schoot, 238 à Heers et 135 à Den Broek.
Le 1er mai 1921 Veldhoven en Meerveldhoven a fusionné avec les communes de Oerle et de Zeelst, pour former la nouvelle commune de Veldhoven.